# Navigators Insurance Cycling Team

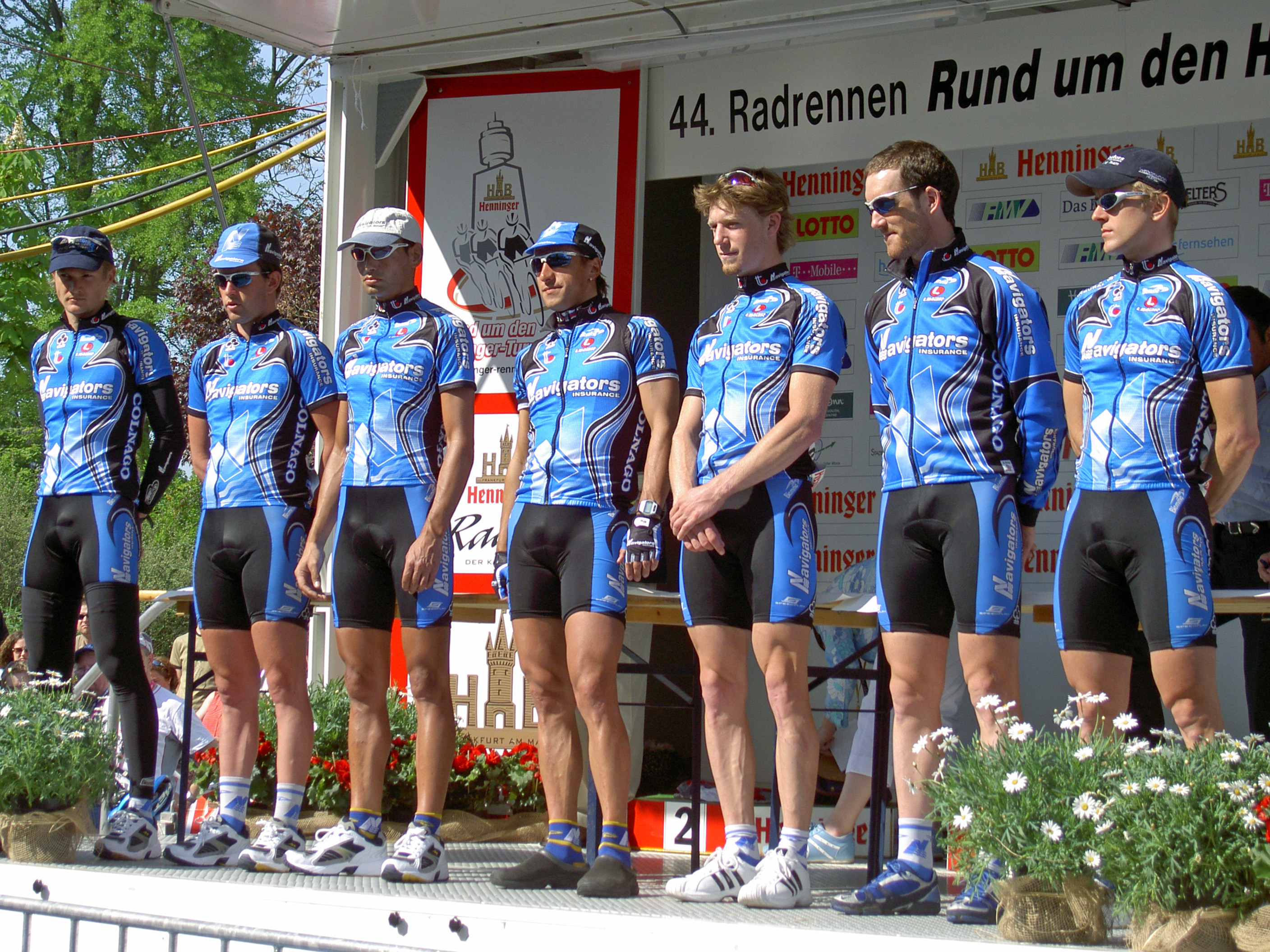
Delar av Navigators Insurance Cycling Team under Rund um den Henninger-Turm 2005

Navigators Insurance Cycling Team (UCI Code: NIC) var ett amerikanskt cykelstall med bas i New Jersey. De tillhörde under sina sista år i proffscirkusen Professional Continental Team.
Laget startades 1994, och de hade sedan dess 55 cyklister som representerade 12 länder. Lagets bas var i USA och de cyklade de stora loppen där, men cyklisterna kom ofta över till Europa för att köra lopp där.
Stallet har medverkat i alla upplagor av Tour de Georgia.
I september 2007 kom beskedet att sponsorn Navigators Insurance inte tänkte förnya kontraktet med det amerikanska stallet efter årsskiftet. Många av stallets cyklister fortsatte till Team Type 1.

## Laget 2007
| Namn               | Land           |
| ------------------ | -------------- |
| Benjamin Brooks    | Australien     |
| Glen Alan Chadwick | Australien     |
| Hilton Clarke      | Australien     |
| Matt Cooke         | USA            |
| Ben Day            | Australien     |
| Oleg Grisjkin      | Ryssland       |
| Kristian House     | Storbritannien |
| Valerij Kobzarenko | Ukraina        |
| Sergej Lagutin     | Uzbekistan     |
| Darren Lill        | Sydafrika      |
| David O'Loughlin   | Irland         |
| Ciaran Power       | Irland         |
| Viktor Rapinski    | Vitryssland    |
| David Rodriguez    | USA            |
| Bernard Van Ulden  | USA            |
| Kyle Wamsley       | USA            |
| Michael Wolf       | USA            |
| Phil Zajicek       | USA            |